# Іслам
Ісла́м (араб. الإسلام, буквально означає смирення, сумирність, упокорення Єдиному Богу і Його волі), також магометанство — одна з найпоширеніших світових релігій, що сформувалася у VII-му столітті в Аравії. Засновником є пророк Магомет (570—632).
Іслам характеризують як монотеїстичну релігію, що має авраамічне коріння. Прихильників ісламу називають мусульманами. Наразі, загальна кількість вірян цієї релігії в світі коливається в межах від 1,1–1,8 мільярдів, що робить іслам другою за чисельністю релігією після християнства. Мусульмани складають переважну більшість населення багатьох країн Азії й Африки. Характерною ознакою ісламу є його роль як соціального і культурного регулятора. У мусульманській громаді всі сторони життя людини і суспільства регламентовані релігією.

## Етимологія(Походження) слова
Іслам у дослівному перекладі з арабської означає смиренність — тобто життя в злагоді зі світом, життя в мирі з Всевишнім, покірність його волі. Слово в арабській мові має корінь слм — однокореневі слова:
салам — світ, мир,
салім — мирний, умиротворений,
саліма — бути умиротвореним, муслім — мусліман — той хто змирився зі світом, покорився Всевишньому (Богу, Аллаху).
Тут також доречно згадати мусульманське привітання — Салам алейкум або ассаламу алайкум, що дослівно перекладається як Мир Вам!

## Історія

### Доісламські часи
Територія Аравійського півострова у доісламські часи була в основному язичницькою. Семітські політеїстичні вірування були переважаючими серед місцевого населення, особливо кочового. Серед тогочасного суспільства переважали сильні родинно-племінні зв'язки та патріархат.
Ісламська святиня Кааба у ці часи була капищем язичницьких ідолів, в якому кожне плем'я тримало свого (або своїх) ідолів. Всього їх було близько 360. На стінах Кааби також були фрески й ікони Авраама, Діви Марії та Ісуса. Ідолам «Лат», «Узза» й «Манат», які вважалися божествами курайшитів, вклонялися більше за інших. «Лат» вважали богинею — матір'ю всіх богів і була вона створена з білого каменю. Її храм був у місті Таїфа. «Маната» вважали божеством долі й смерті. Його храм був між Меккою та Мединою.
Окрім цих ідолів, кожна сім'я вклонялася ще окремим речам, таким як різні символи Місяця, Сонця, дерев тощо. Ці люди приносили жертви своїм ідолам і щорічно призначали одну людину зі свого племені, зарізали його й дарували своїм богам, після чого його тіло ховали поруч із Каабою.
Таким чином, багатобожжя було найпоширенішою вірою в Хіджазі (Північ Аравії), і лише незначна кількість євреїв, котрі мешкали в Ясрібі й Хейбарі, а також християни, які жили на півночі Хіджазу, вірили в єдиного Бога. Мусульмани вважають, що пророк Авраам вперше закликав арабів Хіджазу до поклоніння єдиному Богу, і відтоді дуже мало людей, яких називали ханіфітами, теж вірили в Бога й Авраама як його пророка. Вважається, що тоді Авраам здійснив священний обряд на честь Кааби, котрий потім продовжував виконуватися, а після ісламу дещо змінився. Цей обряд і досі щорічно виконують мусульмани.

### Зародження та становлення ісламу
Іслам як релігія сформувався у VII столітті на Аравійському півострові, що пов'язано з життям і діяльністю пророка Магомета, який вважається посланцем Всевишнього, Його пророком, через якого людям було передано текст Корану (з араб. «аль-кур'ан» — «читання»).
Ідейні розбіжності серед мусульман призвели до того, що вже в середині 8 ст. в ісламі утворилось не менше п'яти основних релігійно-політичних угруповань. Це — харіджити, шиїти, мурджиїти, мутазиліти та суніти. Кожне з угруповань відстоювало своє вчення як єдино вірне, звинувачуючи своїх супротивників у відході від істинної віри. Проблема правовірності стала однією з центральних проблем мусульманського богослов'я.

### Поширення

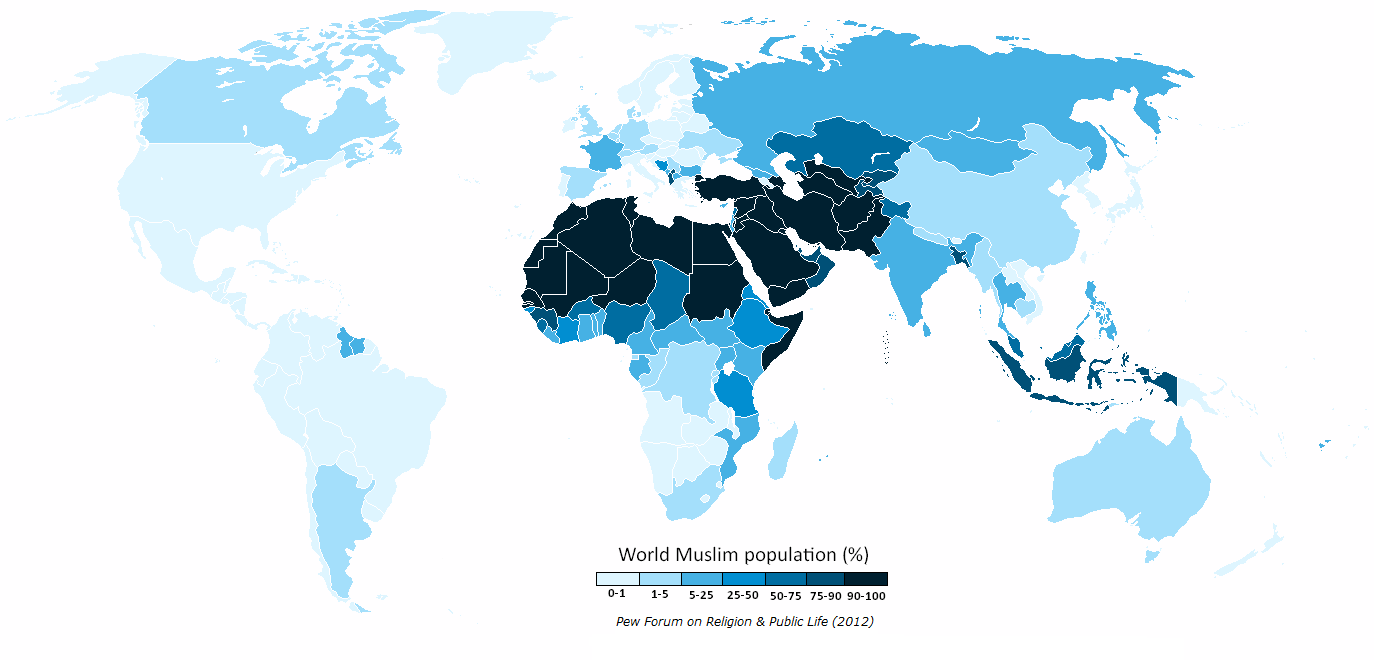
Мусульманське населення країн світу (відсотки)

Іслам — панівна релігія на Близькому Сході, у деяких місцевостях Африки й Азії. Велика ісламська громада є на Балканському півострові та у Росії. Є також великі ісламські громади серед іммігрантів в інших частинах світу, наприклад, у Західній Європі. Близько 20 % мусульман живуть у країнах арабського світу.

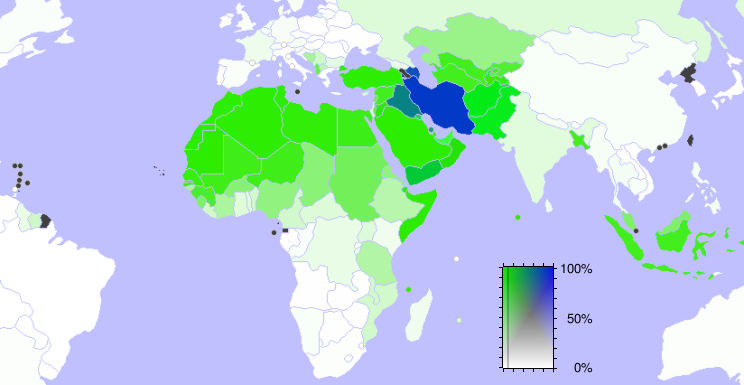
Карта поширення ісламу за країнами. Зелений колір — суніти, синій — шиїти.

Майже всі мусульмани належать до однієї з двох головних течій, Сунізму або Шиїзму. Сьогодні у світі приблизно 85 % сунітів і 15 % — шиїтів.

### Історія ісламу в Україні
Переважним регіоном поширення ісламу в Україні є Крим, що пов'язано історично з 1242 роком, коли його було завойовано татаро-монголами, після чого він увійшов до складу Золотої Орди. Оскільки хани Золотої Орди були сунітами, там набув поширення сунізм.
У XIV ст. на Русі, яка тоді входила до Великого Князівства Руського й Литовського при князівських замках виникають спільноти служивих русько- і тюркомовних людей, які сповідували іслам і яких, незважаючи на їхнє походження, об'єднували під назвами «татари» або «козаки». У їхньому середовищі здобули значне поширення кітаби — книги релігійного змісту, написані староруською мовою, але за допомогою арабської абетки. 1350 року Литовський князь запросив «татар» (у ті часи так часто називали всіх мусульман, не лише тюркомовних) приєднатися до його війська. Кількість татар була настільки великою, що 1591 року їхня кількість становила близько 100 000 і вони мали близько 400 мечетей у Західній Україні, Польщі й Білорусі.
У 15 ст. у зв'язку з розпадом Золотої Орди в Криму виникло самостійне Кримське ханство, яке з 1475 року ввійшло до складу Османської імперії. На чолі мусульманського духовенства Кримського ханства був муфтій як вища духовна особа після халіфа — османського султана. Усім життям релігійних громад керували імами. У 18 ст. тільки в Бахчисараї було 32 мечеті. Відкривалися мектеби й медресе. У 60-х рр. 19 ст. в Криму було 23 медресе і 131 мектеб (школа початкової освіти). 1774 року Кримське ханство після війни Російської імперії з Османською імперією отримало самостійність, але 1783 року її було втрачено і Крим приєднано до Російської імперії, яка утискувала татар, що сповідували іслам. У 2-й половині 19 ст. Крим залишило 161 тис. татар. У 1917 татари становили лише 36,6 % сільського населення і 11,3 % міського населення Криму. У той же час розгорнулася дискусія між кадимістами (прихильниками догматичного ісламу) і джадідами, які виступали за реформу старої системи мусульманської освіти, за європейський одяг і побут, за політичні реформи. Зазнавало утисків татарське населення Криму й за часів Радянського Союзу. У травні 1944 з Криму було виселено 188 626 татар. В Україні на початок 1996 року діяло 176 мусульманських громад.
У короткому викладі інформаційного звіту Міністерства культури України «Про стан і тенденції розвитку релігійної ситуації та державно-конфесійних відносин в Україні», опублікованому на офіційному сайті 11 квітня 2013 року, зазначається, що загальна кількість релігійних структур прихильників ісламу налічує 1233 релігійні організації. Це складає 3,3 % від загальної релігійної мережі держави. На початок 2009 року кількість мусульманських релігійних організацій становила 1135 одиниць, що також складало 3,3 % релігійної мережі країни. Тобто впродовж 4-х років питома вага мусульманських релігійних організацій в загальнодержавній складовій залишалася сталою. Однак фактичний приріст їх релігійних громад за 4 роки становив 96 одиниць, з яких 26 було засновано впродовж 2012 року. Здебільшого мусульманські релігійні організації діють у Південно-Східному регіоні, зокрема в Автономній Республіці Крим (1007 організацій), Херсонській (60 одиниць) та Донецькій (37 одиниць) областях та в м. Києві. 
У звіті зазначається, що єдиної структури управління в масштабах України мусульмани не мають, проте є 3 духовних мусульманських центрів, які зареєстрували свої статути, а саме:
1. Духовне управління мусульман Криму (ДУМК), що об'єднувало 935 релігійних організацій (576 з яких діяли без реєстрації). 929 громад обслуговував 361 імам, серед яких було 25 іноземців. Також було 5 духовних навчальних закладів (медресе) з 237 слухачами, 74 недільні школи та 2 періодичні видання. Муфтієм цього об'єднання мусульман до окупації Криму (2014 р.) був Еміралі Аблаєв.
2. Духовне управління мусульман України (ДУМУ) мало 154 релігійні організації (30 з яких діяли без реєстрації), 151 громада (79 священників, серед яких 8 іноземців), 1 духовний навчальний заклад (82 слухачі), 39 недільних шкіл та 4 періодичних релігійних видання. Муфтієм цієї організації був Ахмед Тамім
3. Духовне управління мусульман України «Умма» (ДУМУ «Умма») налічувало в своєму складі 16 релігійних організацій, 25 релігійних громад у 16 регіонах України, муфтієм ДУМУ «Умма» був Мурат Сулейманов. Має періодичне видання газету «Умма» [Архівовано 24 грудня 2015 у Wayback Machine.]

## Віровчення й релігійна практика
Джерелами ісламського віровчення вважаються Коран та Сунна, де Коран — це святе письмо, одкровення Бога, яке передано людям через його пророка, а Сунна — це святе Передання, зібрання текстів («хадисів»), які містять свідоцтва про висловлювання та дії пророка Мухаммада за час, поки Коран було передано через пророка повністю.
Саме віровчення можна поділити на три основні блоки, а саме:
- Істинна віра — іман;
- Покора, богобоязність — таква;
- Щирість у всіх діях перед Аллахом, прагнення ідеалу в ім'я Бога — іхсан.

### Іман (істинна віра)
Істинна віра мусульманина спирається на шість стовпів віри:
1. Віра в Аллаха, його імена та його атрибути;
2. Віра в ангелів — істот, створених Аллахом із світла, позбавлених волі, які є виконавцями волі Бога;
3. Віра в Священні Книги. Маються на увазі всі Божественні одкровення, які надходили Його посланникам у різні періоди історії людства. Мусульмани визнають щирі тексти стародавніх сувоїв Ібрахіма (Авраама), Таури (Тори), Зубура (Псалмів), Інджіла (Євангелія) та Коран. Однак мусульмани вірять, що попередні писання скасовано Кораном.
4. Віра в Пророків. За Кораном та Сунною приймаються всі попередні посланці Аллаха. Є твердження, що їх існувало близько 124 000, серед них і пророки Дауд (Давід), Муса (Мойсей), Іса (Ісус). Магомет вважається останнім з пророків.
5. Віра в Кінець світу, воскресіння, Божий суд, рай та пекло.
6. Віра у передвизначеність.

#### Віра в єдиного Бога

Аллах означає Бог арабською

Фундаментальне богословське поняття ісламу — таухід — віра, що є тільки один Бог. Арабський термін для Бога — Аллах, це є одним з Його 99 відомих імен; більшість дослідників вважають, що воно походить від скорочення слів Ал- та ілах (божество, чоловіча форма), маючи на увазі «Бога», але інші простежують його походженням від арамейського Алаха.
Перша з п'яти основ ісламу, таухід, висловлений у Шахада (свідчення), яке оголошує, що немає жодного бога крім Єдиного Бога, і що Магомет — посланник Бога. У традиційній ісламській теології Бог вище всього розуміння; очікується, що мусульмани невиразно уявлятимуть Бога, але поклонятимуться й обожнюватимуть його як захисника. Хоча мусульмани й вважають, що Ісус був пророком, але вони відкидають християнську доктрину Трійці, порівнюючи це з політеїзмом. В ісламській теології, Ісус був лише людиною, а не сином Бога. Бог описується в розділі (сура) Корану, як «Бог, Один і Тільки; Бог, Вічний, Абсолютний; Він не народжений, Він не породжений; І немає нічого подібно до єдиності Його.»

#### Віра в янголів
Віра в янголів критична для ісламу. Арабське слово для янголів (малак) має на увазі «посланця», подібно до його аналога в івриті (малакх) і грецькій (ангелос). Згідно з Кораном, янголи не мають свободи волі, і вклоняються Богу в повній покорі. Обов'язки янголів включають передачу одкровень від Бога, прославлення Бога, записування кожної дії персон, і забирання духу персон під час смерті. Вони також опікуються особистими інтересами людей. Коран описує янголів як «посланців з двома, або трьома, або чотирма (парами): Він [Бог] додає Створенню, оскільки Він задовольняє.»

#### Віра в одкровення Бога

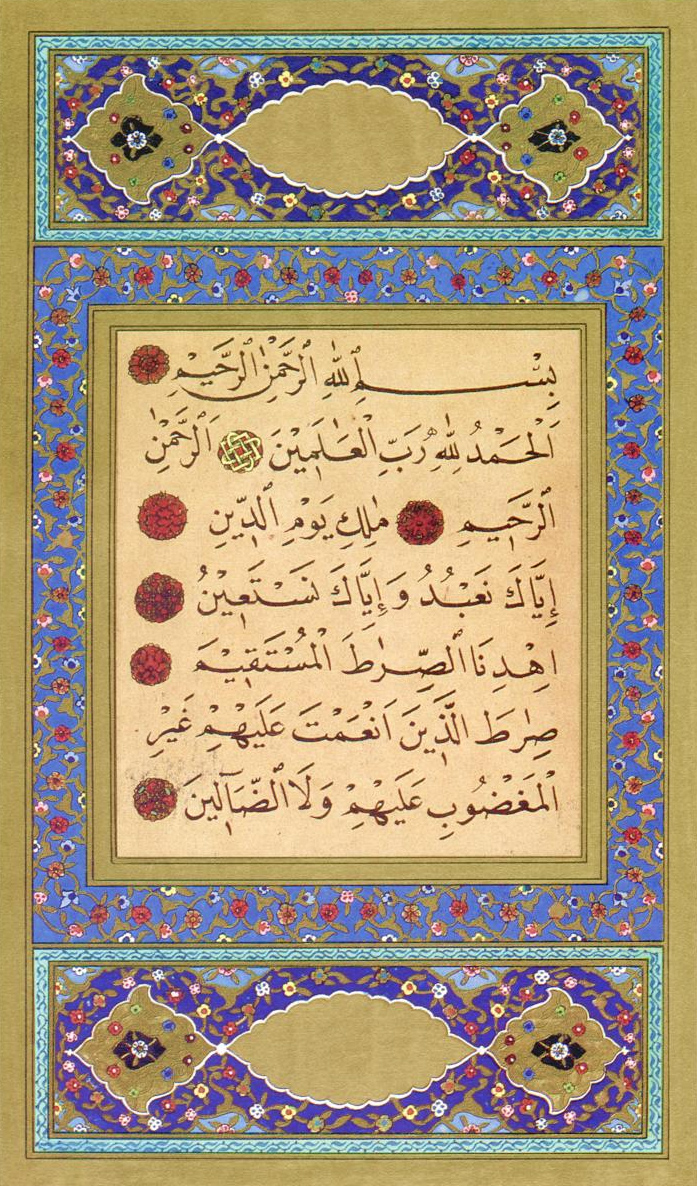
Перша сура в рукопису Корану Гаттат Азіза Ефенді

Мусульмани вважають, що Коран є буквальним словом Бога; він є центральним релігійним текстом ісламу.
Мусульмани вважають, що вірші Корану були повідомлені Магомету Аллахом через янгола Гавриїла, в багатьох випадках між 610 роком і його смертю 6 липня 632. Коран записали соратники (Сахаба) Магомета поки він був живий, хоча основним методом передачі був усний. Укладений у часи Абу-Бакра, першого халіфа, був стандартизований у часи Османа ібн Аффана, третього халіфа. Коран в його фактичній формі загалом розглядається академічними дослідниками як записаний зі слів Магомета, тому пошук варіантів у Західній академії не знайшов ніяких відмінностей над великим значенням слів й історично дискусія щодо вмісту Корану ніколи не ставала головним пунктом.
Коран ділиться на 114 сур, або розділів, які об'єднані, містять 6,236 аятів або віршів. Хронологічно раніші сури, винайдені в Мецці, перш за все стурбовані етичними й духовними темами. Пізніші, Мединські сури, здебільшого обговорюють соціальні й моральні проблеми, доречні для ісламського суспільства. Ісламські адвокати консультуються за записами життя Магомета, які містяться в Корані й допомагають з його тлумаченням. Наука коментаря й тлумачення Корану відома як тафсир.
Слово Коран має значення «декламація». Коли мусульмани кажуть абстрактно про «Коран», вони зазвичай мають на увазі священне писання, яке декламується арабською мовою (не надруковану працю чи будь-який переклад). Для мусульман Коран досконалий лише в оригінальній арабській мові; переклади обов'язково недосконалі через відмінності мови, помилки перекладачів, і неможливість збереження оригінального інспірованого стилю. Тому переклади вважають лише коментарями Корану, або «інтерпретацію його значення», а не безпосередньо Кораном.

#### Віра в пророків
В ісламі, пророки — чоловіки, обрані Богом, щоб бути його посланцями. Мусульмани вважають, що пророки є людьми і вони не божественні, хоча деякі можуть зробити дива, аби довести свою правду. Вважається, що мусульманські пророки є найдосконалішими з усього людського, і — унікальні отримувачі божественного одкровення — кожен безпосередньо від Бога або через янголів. Коран згадує імена численних особистостей, що вважаються Пророками ісламу, зокрема Адам, Нух, Ібрагім, Муса і Іса.Ісламська теологія твердить, що всі посланці Бога, починаючи з Адама, проповідували через ісламське месіанство волю Бога. Іслам описується в Корані як «одвічна природа, на якій Бог створив людство», і Коран стверджує, що власне ім'я Мусульманин надав АвраамМагомет (570 — 6 липня 632) був арабським релігійним, політичним і військовим лідером, який заснував ісламську релігію як історичне явище. Мусульмани розглядають його не як творця нової релігії, але як реставратора оригінальної, непідкупної монотеїстичної віри Адама, Авраама та інших. Протягом останніх 23 років його життя, починаючи з 40-річного віку, Магомет оголошував одержані одкровення від Бога. Зміст цих одкровень, відомий як Коран, записаний його учнями.

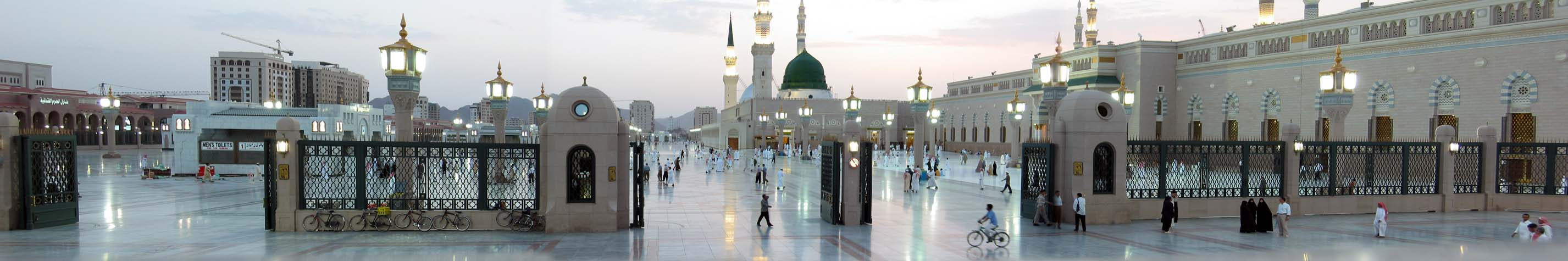
Масджид аль Набаві (Мечеть Пророка) в Медині, Саудівська Аравія, могила пророка Магомета.

Спочатку Магомет проповідував до людей Мекки, і благав їх полишити політеїзм і розбещеність. Хоча дехто сприйняв іслам, Магомет і його послідовники зазнали переслідування з боку влади Мекки. Після 13 років проповідування, Магомет і мусульмани здійснили хіджру (переселення) до Медини (622 року).
За час життя Магомета в Медині відбулось декілька битв: 624 — битва при Бадрі між мекканцями (Абу Суф'ян) і мусульманами, яка скінчилась перемогою мусульман. 625 — битва при Ухуді, керманич мекканців Абу Суф'ян розбив загін Магомета, Пророка було поранено. Конфлікт з єврейським кланом у Медині, що протидіяв мусульманам і закликав до їхнього вигнання, поневолення чи смерті призвів до битви при Хайбарі і єврейський анклав було підкорено. У той же час, мекканці були відрізані від маршрутів торгівлі, оскільки Магомет узяв під свій контроль навколишні племена пустелі. 629 року Магомет здійснив майже безкровне Завоювання Мекки, і в рік його смерті — 632, він керував всією Аравією.
В ісламі норма за прикладом життя Магомета зветься Сунна. Цей приклад зберігається в традиціях, відомих, як Хадис («повідомляє»), який перераховує його слова, його дії, і його особисті характеристики. Класичний ісламський адвокат Мухаммед ібн Ідріс аш-Шафі (помер 820 року) зробив наголос на важливості Сунн в законах шаріату і заохочував мусульман наслідувати дії Магомета в щоденному житті. Сунни є основою до керівництва інтерпретації Корану.

#### Віра в воскресіння й страшний суд
Віра в день Воскресіння, кияма, також є основною для мусульман. Вони вважають, що час киями зумовлюється Богом, але є невідомим для людини. Випробування й страждання, напередодні й протягом киями описуються в Корані й хадисах, а також в коментарях ісламських дослідників. Коран наголошує на воскресінні після смерті, що зламало уяву про смерть в доісламській Аравії. Коран стверджує, що воскресіння буде завершено збором людства на суд Божий.
Коран містить список кількох гріхів, які можуть привести людину до пекла, як, наприклад, невір'я, лихварство й нечесність. Мусульмани розглядають рай (в ісламі — Джаннат) як місце радості й блаженства. У Корані є опис його особливостей і фізичних задоволень після прибуття. Є також посилання щодо більшого спілкування з Богом (ридван). Містичні традиції в ісламі розміщують ці високі захоплення в контексті несамовитого усвідомлення Бога.

#### Віра в передвизначеність (доля, приреченість)
Відповідно до ісламської віри в передвизначення, Бог має повне знання й керує всім, що відбувається. Це пояснюється у віршах Корану, як, наприклад, «Говорять: Нічого не трапиться до нас окрім того, що наказав Аллах для нас: Він — наш захисник»
Для мусульман, все що відбувається у світі, добре або зле, все передбачено й нічого іншого не може трапитися, окрім того, що вирішується Богом. В ісламській теології, божественне попереднє відзначення не пропонує відсутність обурення Бога проти зла, тому, будь-яке зло, яке відбувається, кінчається надалі відплатою, і люди можливо, не можуть це побачити. Згідно з ісламськими богословами, хоча події зумовлені, чоловік володіє свободою волі в цьому, він має здатність, щоб вибрати між злом і добром, і тому відповідальний за свої дії. Згідно з ісламською традицією, наказом Бога все це записується в «аль-Лавх аль-Мафхуз».
Ші'а, має значення «Божественне правосуддя» (Адалах). Ця доктрина, спочатку розвинена мутазилітами, підкреслює важливість внутрішнього стану людини і відповідальність за її власні дії. У контрасті, суни підкреслюють роль індивідуальної свободи волі в контексті створення Бога і передбаченні всіх речей.

### Таква (покірність)
Сенс покори в ісламі полягає в тому, що в усіх своїх справах і вчинках людина відмовляється від своєї незалежності і особистої свободи. У своїй діяльності людина підкорюється волі Аллаха, в якого глибоко вірує.

### Іхсан
Ісхан передбачає прагнення до ідеалу в ім'я Бога та щирість у всіх діях перед Аллахом. Це полягає в тому, що бажання і прагнення віруючого повинні повністю збігатися з бажаннями Аллаха. Людина повинна любити лише те, що потрібно Аллаху і ненавидіти те, що йому ненависне. Усі свої сили віруючий повинен віддати прагнучи досягти цього ідеалу. Таким є шлях піднесення і духовного розквіту в ісламі, який є обов'язковим для всіх. Фактично йдеться про релігійну практику або духовну систему яка спирається на П'ять стовпів ісламу, що не є тотожним іману (шести стовпам віри).
П'ять стовпів ісламу (арабська: اركان الدين;) — п'ять фундаментальних засад сунітського ісламу. Мусульмани-шиїти послуговуються вісьмома пунктами, що сутнісно збігаються з п'ятьма стовпами.

#### П'ять стовпів ісламу

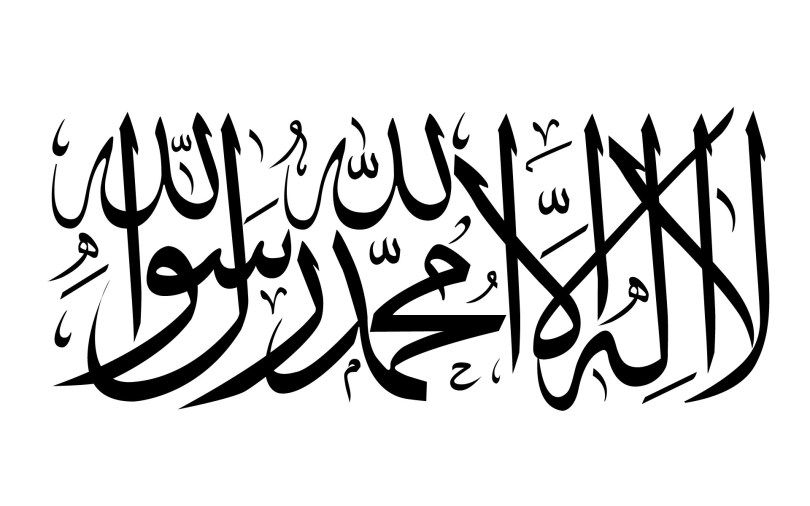
Основне кредо (Шахада) ісламу

- Шахада є основним принципом ісламу: "([Ашхаду] Аль-ля Іллаха Иль-ла Аллах, уа [Ашхаду] анна Мухаммаду расулю Аллах) або «Немає Бога крім Аллаха, і Мухаммад посланець його»[31]. Цей заповіт — фундація для всієї віри і практикується в ісламі (хоча технічно шиїти не вважають, що шахада є окремою фундацією, тільки вірою). Мусульмани повинні повторювати шахаду в молитві, і потрібно, щоб немусульмани, охочі перейти в іслам, декламували цей вислів.[32]

- Салят або ритуальна молитва (намаз), яка повинна виконуватися п'ять разів на день. (Проте, шиїтам дозволяється один раз опівдні з молитвою після обіду, і увечері з нічними молитвами). Кожен салят робиться, у напрямку до Кааби, священного храму у Мецці. Салят обов'язковий, але іноді дозволяється перенести молитви в особливих випадках, як то дорога або хвороба. Проте, це небажано. У багатьох ісламських країнах, можна почути Азан — заклик або призов до молитви. Саме для Азану раніше будували мінарети, — щоб у відповідний час це почули якомога більше людей.[33] Намаз поділяється на обов'язкові молитви (фарз і ваджиб), схвалювані молитви (сунна), додаткові молитви (нафіля);[8]

- Закят — або милостиня. Ця практика надання милостині заснована на накопиченому багатстві, і обов'язкова для всіх мусульман, які можуть надати її. Виправлена частина витрачається, щоб допомогти бідному або такому, що має потребу, а також, щоб допомогти розповсюдженню ісламу. Зякат вважається релігійним зобов'язанням (в протилежність добродійності добровільної дії), тому що їхнє багатство вважається як «довіра від щедрості Богів». Коран і хадис також пропонують мусульманам надати навіть більше, — акт надання милостині добровільної дії (садака). Багато шиїтів платять додатковий податок у формі податку хумс, який, вони вважають, є окремою ритуальною практикою.[34]

- Саум. Мусульмани не повинні їсти або пити від світанку до сутінків протягом місяця, і повинні берегтися від інших гріхів. Піст заохочує відчуття близькості до Бога, і протягом нього мусульмани повинні принести свою подяку і залежність від нього, викупають минулі гріхи, і думають про тих, що мають потребу. Саум не обов'язковий для декількох груп, для яких це невчасний тягар. Для інших гнучкість дозволяється залежно від обставин.[35]

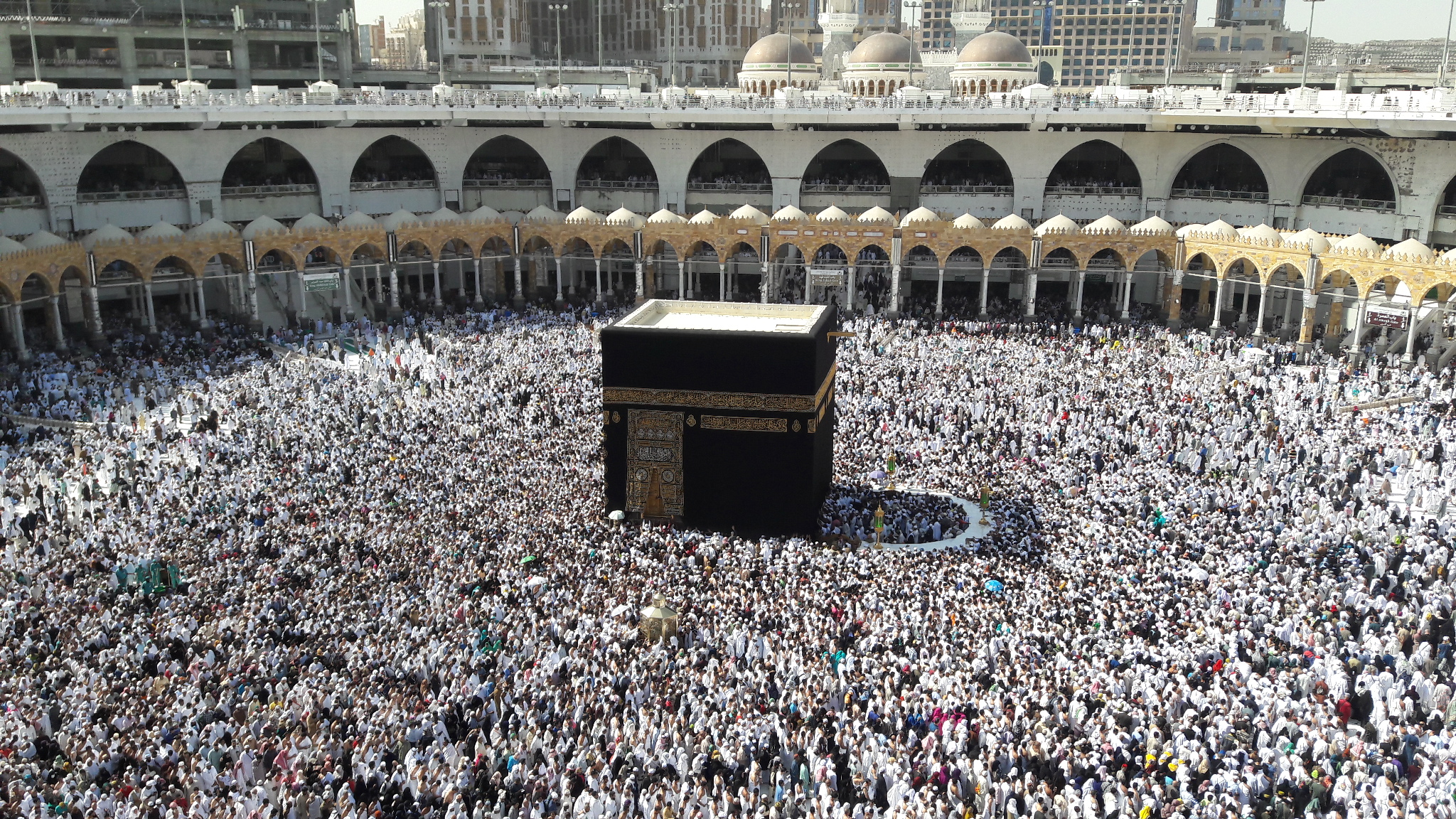
Ритуали Хадж (паломництво) включає обхід сім раз навколо Кааби у Мецці.

- Хадж паломництво в місяць хіджжа в місті Мекка. Кожен фізично здоровий мусульманин повинен зробити паломництво до Мекки щонайменше один раз у своєму житті. Коли паломник — близько десяти кілометрів з Мекки, він повинен одягнути одяг Іхрам, який складається з двох білих цілісних листів. Ритуали Хаджу включають обхід сім разів навколо Кааба, торкаючись Чорного каменя, семиразовий біг між пагорбами Сафа і Марва, і символічне побиття камінням диявола в Міні. Паломник, або хаджа, шанується суспільством, хоча ісламські викладачі говорять, що Хадж повинен бути виразом відданості Богу замість засобу, щоб придбати соціальне положення.[36]

На додаток до податку хумс, шиїти мають ще три додаткові фундації ісламу. Перший є газават, який також важливий для сунітів, але не розглядається як фундація. Друга є Амр-Біл-Маруф, «Наказ, щоб зробити добре», який закликає кожного мусульманина прожити добродійне життя і заохочувати інших робити те ж саме. Третя є Нахі-Аніл-Мункар, «Напуття, щоб утриматись від зла», яка говорить мусульманам утримуватися від злих дій і також заохочувати, щоб інші зробили те ж.
Ісламські тексти зображають юдаїзм і християнство як традиційні наступники вчення Авраама. Коран звертається до юдеїв і християн «Люди Книги» (ahl al-kitāb), і відрізняє їх від політеїстів. Мусульмани вважають, що частини заздалегідь виявлених священних писань, Таура (Тора) і Інджил (Євангеліє), спотворені — кожен в обговоренні тексту.

## Теологія

### Коранічні науки
1. Причини та події, що передують даруванню аятів (асбаб ан-нузуль);
2. Скасовані аяти, та ті, що замінюють інші аяти Корану (насіх ва мансух);
3. Однозначні та багатозначні за змістом аяти (аль-мухкам і аль-муташабіх);
4. Неповторність Корану (іджаз Аль-Куран);
5. Вживання слів Корану в прямому та переносному значенні; коранічні метафори (хакіка і маджаз);[37]

### Мусульманське право
Фікх, або «юриспруденція», визначається як знання практичних правил релігії. Ісламські адвокати використовують кодекс усул Аль-фік («законна теорія», або «принципи юриспруденції»). Згідно з ісламською законною теорією, закон має чотири фундації, які є найважливішими: коран, сунна (дії і розмови Магомета), згода ісламських адвокатів (іджма), і аналогічне судження (кияс). Для ранніх ісламських адвокатів, теорія була менш важлива, ніж прагматичний додаток закону. У IX сторіччі адвокат аш-Шафі забезпечив теоретичну основу для ісламського закону записав принципи юриспруденції (зокрема чотири фундації) в його книзі ар-Рісалах.

#### Зміни традиційних правил
На думку ісламських вчених, нововведення в традиційних правилах поділяються на:
1. Нововведення «ваджіб» (обов'язкові) — використання сучасних технологій (техніки) для поширення ісламу (наприклад, використання сучасних наукових знань для відповідей атеїстам, використання мережі інтернет для поширення знань з ісламу і т. д.)
2. Нововведення «халяль» (дозволені) — збори Корану у вигляді книги, точки і посилання в Корані, міхраб (поглиблення в мечеті, що визначає напрямок для молитви), мінарет, тасбіх, читання Таравіха в Рамадан джамаатів і т. д.
3. Нововведення «харам» (заборонені) — прикраса могил мармуром з зображенням померлого, святкування Навруза, Нового року, 1 квітня, дня народження; віра в прикмети, ворожіння тощо
4. Нововведення «мубах» (вільно дозволені) — приготування різних нових страв, не заборонених Шаріатом (наприклад, йогурт).
5. Нововведення «мандуб» (бажане для вчинення) — написання книг з сучасних наук, використання сучасних досягнень технологій для будівництва будинків, шкіл, будинків і т. д.

### Шаріат
Шаріат (буквально: «шлях, що приводить до води») — ісламський закон, сформований традиційною ісламською ученістю. В ісламі, шаріат — богословський вираз, «складає систему обов'язків, які виконує мусульманин завдяки його релігійній вірі».
Ісламські закони перекривають всі аспекти життя, від державних питань, управління і міжнародних відносин, до проблем щоденного життя. Коран визначає худуд як покарання за п'ять специфічних злочинів: незаконний зв'язок, наклеп на незаконний зв'язок, споживання алкоголю, крадіжка, і грабіж на великій дорозі. Коран і Сунни також містять закони про спадкоємство, шлюб, і покарання за пошкодження і вбивства, також як і правила для посту, добродійності і молитви (Салят і Дуа). Проте, ці розпорядження і заборони, вельми широкі, так їхнє застосування на практиці змінюється. Ісламські дослідники детально розробили систему законів на підставі цих правил і їхніх інтерпретацій.

#### Етикет і харчування
Багато методів містяться в категорії адаб, або ісламський етикет. Це включає вітання інших «Ас-Салям-Алейкум» («мир вам»), кажучи басмала («в ім'я Аллаха») перед їдою, і використовуючи тільки праву руку для їжі і пиття. Ісламська гігієна турбується переважно особистою чистотою і здоров'ям, як, наприклад, обрізання чоловічої плоті. Ісламський ритуал поховання включає вислів Салят Аль-Джаназах («поховальна молитва») над омитим і закутаним трупом, що ховають в могилі. Мусульмани, подібно до євреїв, обмежуються в їжі, заборонені харчі включають свинину, кров, мертвечину, і алкоголь. Все м'ясо повинне бути від травоїдних тварини зарізаних в ім'я Аллаха мусульманином, євреєм, або християнином. Харчі, дозволені мусульманам, відомі як халяль.

## Релігія і держава
Теократичний характер вчення пророка Мухамада й досі є ідеалом «мусульманського правління», стверджує неподільність духовної і світської влади в руках глави мусульманської громади. Ототожнення релігії і нації у масовій свідомості мусульман, з одного боку, і уявленні про мусульманську єдність, засновану на головних ідеях ісламу про єдинобожжя, з іншого, зумовили формування теорії «ісламського шляху» розвитку. У сучасному світі ці ідеї пропагуються багатьма міжнародними організаціями (Організація ісламської конференції, Всесвітній ісламський конгрес та ін.)
Ісламський закон не розрізняє між «питання церкви» і «державні питання»; улема функціює як для адвокатів, так і для богословів. На практиці, ісламські правителі часто обходили шаріатські суди з паралельною системою так званих «Судів Образи», над яким вони мали особистий контроль. Оскільки ісламський світ вступив в контакт із Західними світськими цінностями, ісламські суспільства відповіли в різних спосіб. Туреччина є світською державою з часу реформ Ататюрка. У Ірані — навпаки, Іранська революція 1979 року замінила більш світський шахський режим теократичною ісламською республікою під проводом аятоли Хомейні.

## Іслам та наука

Фази Місяця. Креслення Аль-Біруні, 11 століття.

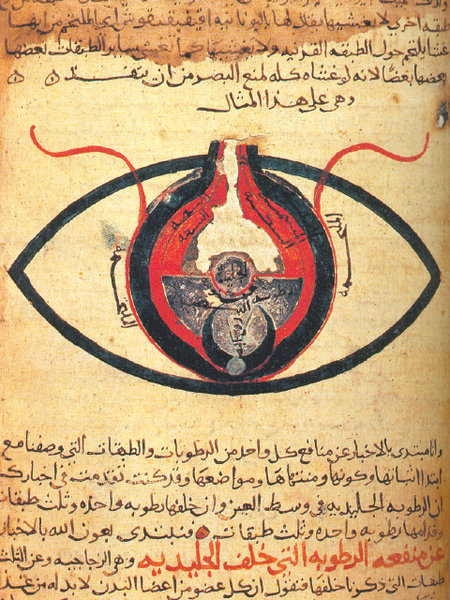
Анатомія ока

Багато ісламських богословів вважає, що Коран заохочує розвиток науки і наукового знання, закликає людей замислитися про природні явища і вивчати їх. Мусульмани вважають наукову діяльність актом релігійного порядку, обов'язком мусульманської громади. В ісламі наука і навколишній світ нерозривно пов'язані. Цей зв'язок означає священний обов'язок осягнення наукових знань для мусульман, оскільки сам Коран розглядає навколишній світ і природу як знамення Аллаха. Саме з таким розумінням наука розвивалася в ісламській цивілізації, протягом багатьох століть, до колонізації мусульманського світу. На думку більшості істориків, сучасні наукові методи були вперше розроблені саме ісламськими вченими, такими як Ібн ал-Хайсам (відомий на заході як Альхазен). Роберт Бріффаулт стверджує, що сама наука, у сучасному розумінні цього слова, виникла всередині ісламської цивілізації. Вважається, що на розробку наукових методів вони були натхненні Кораном і Сунною.
Мусульманські вчені розвинули такі науки як математика (включаючи сферичну геометрію і тригонометрію), логіка, біологія, медицина, астрономія, фізика, географія. Історики стверджують, що наука в ісламській цивілізації процвітала, але від 16 століття починається спад. Дослідники виділяють такі причини спаду:
Є зовнішні чинники, більшість з яких зводиться до спадщини колоніалізму, які заважали ісламським країнам активно розвиватися. Колоніалізм грабував колонії, розкрадаючи їхні блага, що призвело до їхнього зубожіння і культурної відсталості, сліди яких залишилися досі. Більшість народів ісламського світу ще страждає від проблем, які залишив після себе колоніалізм.

## Джихад
Джихад має сенс «намагання або боротьба»; меншість ісламського світу розглядає його як «шосту фундацію ісламу».. Залежно від об'єкта, що є ворогом, дияволом, джихад має різний сенс. Джихад, коли використовується без будь-якого визначника розуміється в його військовому аспекті. Джихад також вживається до людей, що прагнуть досягти релігійного і морального вдосконалення.. Деякі ісламські керманичі, особливо серед шиїтів і суфіїв, розрізняють «Великий джихад», який має відношення до духовного вдосконалення себе, і «Малий джихад», в значенні — війна.
У межах ісламського законодавства, джихад зазвичай має на увазі військову напругу проти немусульманських військ в захисті або наступі ісламської держави, остання мета, якої, — встановити повну перевагу ісламу. Джихад, як форма війни, дозволена в ісламському законі, використовується проти держав, які відмовляються перейти до ісламу або підкоритися повноваженням ісламу. Більшість мусульман сьогодні вживають джихад, тільки в сенсі захисна війна: наступальний джихад включає сенс боротьби, яка змушує ісламські суспільства підкоритися ісламському законодавству.
У більшості випадків і для більшості мусульман, газават — колективний обов'язок (фард кіфайа): його виконання одними звільняє інших. Тільки, у тих хто має повноваження, особливо монарх (імам), може газават стати індивідуальним обов'язком. Для решти частини простого народу, це трапляється тільки під час загальної мобілізації. Для більшості шиїтів, наступальний газават може тільки бути оголошений імамом ісламського суспільства, першим його оголосив Мухаммед аль-Магді у 868 році від Р. Х.

## Частовживані словосполучення і привітання
- Ассаляму алєйкум! — Мир вам!
- Ваалєйкум уссалям! — І вам мир!
- Іншаалла! — Якщо захоче Всевишній! Якщо буде воля Всевишнього!
- Машаалла! — Чудово! Саме те, чого хоче Всевишній!
- Ассаляму алєйкум ва рахматуллагі ва баракятугу! — мир вам і милість Всевишнього і його благословення!

## Інтернет-ресурси
- ІСЛАМ. Шиїти та Суніти